# Гицба Аліса Шалвівна
Аліса Шалвівна Гицба (абх. Алиса Гыцба; нар. 5 грудня 1970, Сухумі (нині — Сухум), Грузинська РСР, СРСР) — російська і абхазька оперна співачка (драматичне сопрано). Солістка Московського музичного театру «Гелікон-Опера». Заслужена артистка Росії (2004). Народна артистка Абхазії (2007).

## Життєпис
Аліса Гицба народилася 5 грудня 1970 року в Сухумі в сім'ї актора Абхазького драматичного театру. Вчилася в 10-й Сухумській середній школі. У 1989 році закінчила Сухумське музичне училище за спеціальністю «Теорія музики».
Того ж року 18-річна Аліса переїхала до Москви на навчання, де в 1994 році закінчила Російську академію музики імені Гнесіних по класу «академічний Сольний спів» у професора Н. Н. Шильникової.
З 1991 по 1994 роки працювала солісткою ансамблю «Мадригал» при Московській державній академічній філармонії.
У 1992 році була прийнята в трупу московського театру «Гелікон-опера», де працює по теперішній час.
Аліса Гицба одружена з музикантом Олексієм. Має доньку Лану і сина Дмитра.

## Творчість
За час роботи в театрі виконала провідні сопранові партії, серед яких: Аїда («Аїда» Дж. Верді), Віолетта («Травіата» Дж. Верді), Леді Макбет («Макбет» Дж. Верді), Ліза («Пікова дама» П. Чайковського), Тетяна («Євгеній Онєгін» П. Чайковського), Емілія Марті («Засіб Макропулоса» Л. Яначек), Вона («Людський голос» Ф. Пуленка), Мадам Лідуан («Діалоги кармеліток» Ф. Пуленка), Розалінда («Кажан» В. Штрауса), Недда («Паяци» Р. Леонкавалла), Антонія («Казки Гофмана» Ж. Оффенбаха) тощо. Всього понад 30 партій.
Камерний репертуар: пісні та романси російських композиторів Аляб'єв, Варламов, Глінка, Чайковський, Даргомижський, Мусоргський, вокальний цикл «Дитяча», «Козел», Рахманінов, Г. Свиридов, Е. Денисов, М. Тарівердієв, М. Сидельников, М. Бірюков, Є. Латиш-Бірюкова, А. Евард), пісні і романси європейських композиторів (Шуберт, Шуман, Брамс, Вольф, Ліст, Дебюссі, Равель, Пуленк, Гіндемит, Р. Штраус).
Прем'єра (червень 2006 року, Москва) — партія Стефанії в опері «Сибір» У. Джордано, Марцеліна і Графиня в «Весіллі Фігаро» В.Моцарта.
З концертними програмами та виставами театру «Гелікон-опера» гастролювала в США, Франції, Німеччини, Іспанії, Італії, Лівані. В рамках незалежного театрального проєкту виконала роль Шерон Грехем в драматичному спектаклі «Майстер-клас Марії Каллас» (1999). У 2007 році в театрі «Гелікон-опера» відбувся бенефіс Гіцби, в якому вона виконала монооперу Ф. Пуленка «Людський голос» та світську кантату Ф. Пуленка «Бал-маскарад» у сценічній версії режисера театру М. Диченка. Диригенти В. Унгуряну та М. Пекарський.
Аліса Гицба веде активну концертну діяльність, виступаючи в Москві та інших містах Росії. В її репертуарі музика всіх мистецьких стилів — від епохи бароко до авангарду XX століття. На найкращих концертних майданчиках Москви вона виконала партії сопрано «Притрасті за Матфеєм» Й. С. Баха, Симфонії № 9 Л. ван Бетховена, «Реквіємі» Дж. Верді. Брала участь у перших варіантах таких творів, як: опера «Альцеста» Ж. Б. Люллі (1992), перша редакція «Житія Марії» П. Гіндеміта (1998 фестиваль «Сакро — Арт» Німеччина, м. Локкум), ораторія «Смерть поета» М. Сидельникова (2000), «Пісня землі і неба» О. Мессіана (2003), опера «Сліпа ластівка» О. Щетинського (2003 фестиваль «Сакро-Арт» Німеччина), Симфонія № 5 О. Рибникова (2005).
У 2006 і 2007 роках виступила на фестивалі «Грудневі вечори Святослава Ріхтера», де виконала складні твори композиторів XX століття — Е. Денисова «Плачі» і Ф. Пуленка «Бал-маскарад» з ансамблем ударних інструментів під керівництвом Марка Пекарського і вокальний цикл «Житіє Марії» П. Гіндемита з піаністом Юрієм Полубєловим. У 2009 році брала участь у світовій прем'єрі опери А. Сюмака «Станція» на фестивалі сучасного мистецтва «Територія» в Москві. Диригент Т. Курентзіс, режисер К. Серебренніков. У 2010 році на XII міжнародному фестивалі сучасної музики «Московський Форум» в м. Москві виконала «Маленький реквієм» О. Вустина.
У червні 2010 року брала участь у п'ятому фестивалі «Найкращі симфонічні оркестри світу» (симфонія О. Л. Рибникова, диригент О. В. Сладковський).

## Премії та звання
- 1993 р. — Перм — дипломантка Міжнародного конкурсу вокалістів
- 1998 р. — Санкт-Петербург — дипломантка Міжнародного конкурсу вокалістів
- У 2004 році Аліса Гицба була удостоєна звання «Заслуженої артистки Росії».
- У 2007 році Алісі Гицбі було присвоєно звання «Народної артистки Абхазії».

## Дискографія
У 2006 році записаний DVD-диск з записом опери Ф. Пуленка «Діалоги кармеліток» Постановка театру «Гелікон-опера». Художній керівник театру і режисер-постановник Народний артист Росії Дмитро Бертман. Диригент-головний — диригент театру, заслужений артист Росії Володимир Понькін.
У 2010 році DVD-диск симфонія О. Рибникова № 5 «Воскресіння мертвих». Диригент Теодор Курентзіс.